# Koch-görbe

A Koch-görbe vagy Koch-hópehely Helge von Koch svéd matematikus által 1904-ben leírt fraktál, mely ilyen minőségében az egyik legelső.
A görbét úgy állíthatjuk elő, hogy egy szabályos háromszög oldalait elharmadoljuk, majd a középső harmadára ismét egy szabályos háromszöget rajzolunk. Ezen háromszögek oldalait szintén harmadoljuk, és háromszöget rajzolunk rájuk. Ezt a végtelenségig folytatjuk. A görbe hossza az n-edik lépés után {\displaystyle (4/3)^{n}}. A határértékként kapott görbe végtelenül finoman strukturált, és csak közelítőleg lehet ábrázolni. Azok a pontok alkotják, amiket egy iterációs lépés után a további iterációs lépések megőriznek, vagy torlódási pontjai ennek a ponthalmaznak. Sokszor ennek az önmagába záródó görbének harmadát hívják Koch-görbének.

## Tulajdonságai
Egyik tulajdonsága a skálafüggetlenség, a másik pedig különösen érdekes: végtelen lépés után a görbe hossza végtelen lesz, de sosem metszi önmagát, és véges térrészen marad: tehát véges területen végtelen hosszú lesz. Hausdorff-dimenziója {\displaystyle {\frac {\log(4)}{\log(3)}}\approx 1{,}26}. Szigorúan önhasonló, egyes részeit felnagyítva mindig ugyanaz a struktúra kerül elő. A Koch-görbe folytonos, mert a konstrukciójából adódóan van folytonos függvényeknek egy sorozata, amely egyenletesen tart hozzá. Ellenben sehol sem differenciálható, mert bármely kis szakaszán van egy töréspont, ahol a görbe 60 fokban megtörik.

## A Koch-sziget területe

Az első hat iteráció látható

Jelölje s a kiindulási háromszög oldalának hosszát! Ekkor a kiindulási háromszög területe {\displaystyle {\frac {s^{2}{\sqrt {3}}}{4}}} . Minden új iterációban az új kis háromszögek oldalhossza 1/3-a az előző iterációban kapott háromszögekének. Mivel a szabályos háromszögek területe négyzetesen függ az oldalhosszuktól, az új háromszögek területe egyenként 1/9-része az előző iterációban nyert háromszögek egyikének. A kis háromszögek száma minden iterációban megnégyszereződik. Mivel az első iterációban három háromszög keletkezik, az n-edik iterációban keletkező háromszögek száma {\displaystyle 3\cdot 4^{n-1}}. Összetéve adódik az iterációs formula:
{\displaystyle A_{n}=A_{0}+{\frac {3\cdot 4^{n-1}}{9^{n}}}A_{0}\quad n\geq 1\,,}
ahol {\displaystyle A_{0}} a kiindulási háromszög területe.
{\displaystyle A_{n}=A_{0}+\sum _{k=1}^{n}{\frac {3\cdot 4^{n-1}}{9^{n}}}A_{0}=\left(1+{\frac {3}{4}}\sum _{k=1}^{n}\left({\frac {4}{9}}\right)^{k}\right)A_{0}=\left(1+{\frac {1}{3}}\sum _{k=0}^{n-1}\left({\frac {4}{9}}\right)^{k}\right)A_{0}\,\,,}
{\displaystyle A_{n}=A_{0}\left(1+{\frac {3}{5}}\left(1-\left({\frac {4}{9}}\right)^{n}\right)\right)={\frac {A_{0}}{5}}\left(8-3\left({\frac {4}{9}}\right)^{n}\right)\,.}
Határértékben, ha n tart a végtelenbe, akkor 4/9 hatványainak összegeként 4/5 adódik. Ezzel
{\displaystyle \lim _{n\rightarrow \infty }A_{n}={\frac {A_{0}}{5}}\left(8-3\left({\frac {4}{9}}\right)^{n}\right)={\frac {8}{5}}A_{0}\,.}
Tehát a hópehelygörbe által körülzárt Koch-sziget területe a kiindulási háromszög területének 8/5 része, vagy az eredeti háromszög oldalhosszával kifejezve {\displaystyle {\frac {2s^{2}{\sqrt {3}}}{5}}}. Így a végtelenül hosszú hópehelygörbe egy véges területű síkdarabot ölel körül.

### Geometriai sor határértékeként
Egy lépésben az új háromszögek száma egyenlő az előző lépésben kapott oldalak számával, ami lépésenként négyszeresére nő. Ezek területe az előző háromszög területének kilencedrésze. Jelölje T a kiindulási területet:
{\displaystyle T_{\infty }=T+3{\frac {T}{9}}+3\cdot 4{\frac {T}{9^{2}}}+3\cdot 4^{2}{\frac {T}{9^{3}}}+...=T+3\lim _{n\rightarrow \infty }\left({\frac {T}{9}}\sum _{k=0}^{n}\left({\frac {4}{9}}\right)^{k}\right)=T+{\frac {T}{3}}\cdot {\frac {1}{1-{\frac {4}{9}}}}={\frac {8T}{5}}} 

## Változatai
A Koch-görbéhez hasonlóan több más fraktál is készíthető:
| Változat        | Kép | Konstrukció                                                                                                 |
| --------------- | --- | --- |
| 1D, 85°-os szög |     | A Cesaro-fraktál a Koch-görbe variánsa, ahol az elfordulási szög 60° és 90° között változtatható (itt 85°). |
| 1D, 90°-os szög |     | |
| 1D, 90°-os szög |     | |
| 2D, háromszögek |     | |
| 2D, 90°-os szög |     | A kvadratikus görbe kiterjesztése. Az ábra a második iterációt mutatja.                                     |
| 2D, 90°-os szög |     | A kvadratikus görbe kiterjesztése. Az ábra az első iterációt mutatja.                                       |
| 2D, gömbök      |     | Eric Haines térbeli, gömböket használó Koch-fraktálja                                                       |